# 劉冠佑
劉冠佑（リュウ・グァンヨウ、2002年5月14日 - ）は、台湾の歌手、俳優。中国の男性アイドルグループ・IXFORMのメンバー。

## 来歴
2015年に台湾映画『風の中の家族』に出演。2016年に韓国の芸能事務所であるTOP MEDIAの練習生となるが、2020年1月に退社。
2016年、スタースカウトにおいて、韓国の芸能プロダクションTOPメディアの練習生となった。
2020年12月に中国の芸能人事務所である浩瀚娯楽と契約し、2021年には、iQIYIのオーディション番組『青春有你3』に参加。IXFORMのメンバーとしてデビュー。
2022年11月8日、IXFORMが解散。
2024年10月、再びiQIYI国際版オーディション番組『STARLIGHT BOYS』に参加したが、途中で辞退した。

## 出演

### 映画
- 風の中の家族（2015年）

### バラエティ番組
- 青春有你3（2021年、iQIYI）
- 我的小尾巴2（2022年、iQIYI）
- STARLIGHT BOYS（2024年、iQIYI）